# Masayoshi Ōhira
Masayoshi Ōhira (大平 正芳?, Ōhira Masayoshi; Kan'onji, 12 marzo 1910 – Tokyo, 12 giugno 1980) è stato un politico giapponese ed ha ricoperto l'incarico di primo ministro del Giappone dal 7 dicembre 1978 al 12 giugno 1980, data del suo decesso causato da un improvviso attacco di cuore poco prima di recarsi al G7 in Italia.
Fu il sesto premier nipponico di religione cristiana (Anglicanesimo).